# 科内利厄斯·约翰逊
科内利厄斯·约翰逊（英語：Cornelius Johnson，1913年8月28日—1946年2月15日），美国男子田径运动员。他曾代表美国参加1932年和1936年夏季奥林匹克运动会田径比赛，其中在1936年奥运会获得一枚金牌。